# Charley River
Der Charley River ist ein 140 Kilometer langer linker Nebenfluss des Yukon River im Yukon-Charley Rivers National Preserve im US-Bundesstaat Alaska nahe der Grenze zum kanadischen Yukon-Territorium.

## Verlauf
Er entspringt in den Mertie Mountains, fließt dann zunächst in nordwestlicher, später in nordöstlicher Richtung und mündet 90 Kilometer nordwestlich von Eagle in den Yukon River.
Der Fluss durchquert in seinem Verlauf drei unterschiedliche topographische Regionen. Zunächst weite Täler im Hochland, umgeben von Bergen mit einer Höhe von bis zu 2000 m, dann tief eingeschnittene Flusstäler zwischen Felsen und Klippen und schließlich offene Überschwemmungsgebiete, wo er mit geringer Fließgeschwindigkeit durch die Tiefebene des Yukon mäandert.

## Einzugsgebiet
Das etwa 4450 km² große Einzugsgebiet erstreckt sich über das Yukon-Tanana Upland. Es grenzt im Osten an das Einzugsgebiet des Seventymile River, im Südosten an das des Fortymile River, im Südwesten an das der beiden Tanana-Zuflüsse Goodpaster River und Salcha River sowie im Nordwesten an das des Birch Creek.

## Name
Laut einer Aufzeichnung von Frederick Schwatka, einem Leutnant der United States Army, von 1885 war der Name der Ureinwohner Alaskas für den Fluss „Traodee“. Auf einer nicht veröffentlichten Karte aus dem Jahr 1898 war der Fluss als „Charlie River“ verzeichnet. Leutnant John Cassin Cantwell vom United States Revenue Cutter Service führte 1902 die Schreibweise „Charley River“ ein.

## Naturschutz
Das Einzugsgebiet des Charley River liegt vollständig innerhalb der Yukon-Charley Rivers National Preserve. Der Charley River und seine sieben größten Zuflüsse, Copper Creek, Bonanza Creek, Hosford Creek, Derwent Creek, Flat Creek, Crescent Creek und Moraine Creek, mit einer Gesamtlänge von 335 Kilometern wurden 1980 durch den Alaska National Interest Lands Conservation Act als National Wild and Scenic River unter der Verwaltung des National Park Service ausgewiesen.